# Lenka (album)
Lenka là album mang tên mình của ca sĩ nhạc pop Lenka. Nó được phát hành ngày 23 tháng 9 năm 2008 qua Epic Records. Đây là album đầu tiên của cô từ khi là thành viên của Decoder Ring. Đĩa đơn đầu tiên "The Show" được phát hành ngày 15 tháng 6 năm 2009.

## Các track
1. "The Show" (Lenka, Jason Reeves) – 3:56
2. "Bring Me Down" (Stuart Brawley, Lenka) – 3:29
3. "Skipalong" (Michael Kevin Farrell, Lenka) – 3:53
4. "Don't Let Me Fall" (Lenka, Thomas Salter) – 2:51
5. "Anything I'm Not" (Lenka) – 3:18
6. "Knock Knock" (Kevin Griffin, Lenka) – 3:41
7. "Dangerous and Sweet" (Dan Burns, Lenka, Billy Mohler) – 3:32
8. "Trouble is a Friend" (Lenka, Salter) – 3:36
9. "Live Like You're Dying" (Lenka) – 3:49
10. "Like a Song" (Lenka) – 3:20
11. "We Will Not Grow Old" (Burns, Lenka, Mohler) – 3:18

## Xếp hạng
| Bảng xếp hạng (2008) | Vị trí |
| -------------------- | ------ |
| U.S. Billboard 200   | 142    |
| U.S. Heatseekers     | 3      |